# عرعر منتن

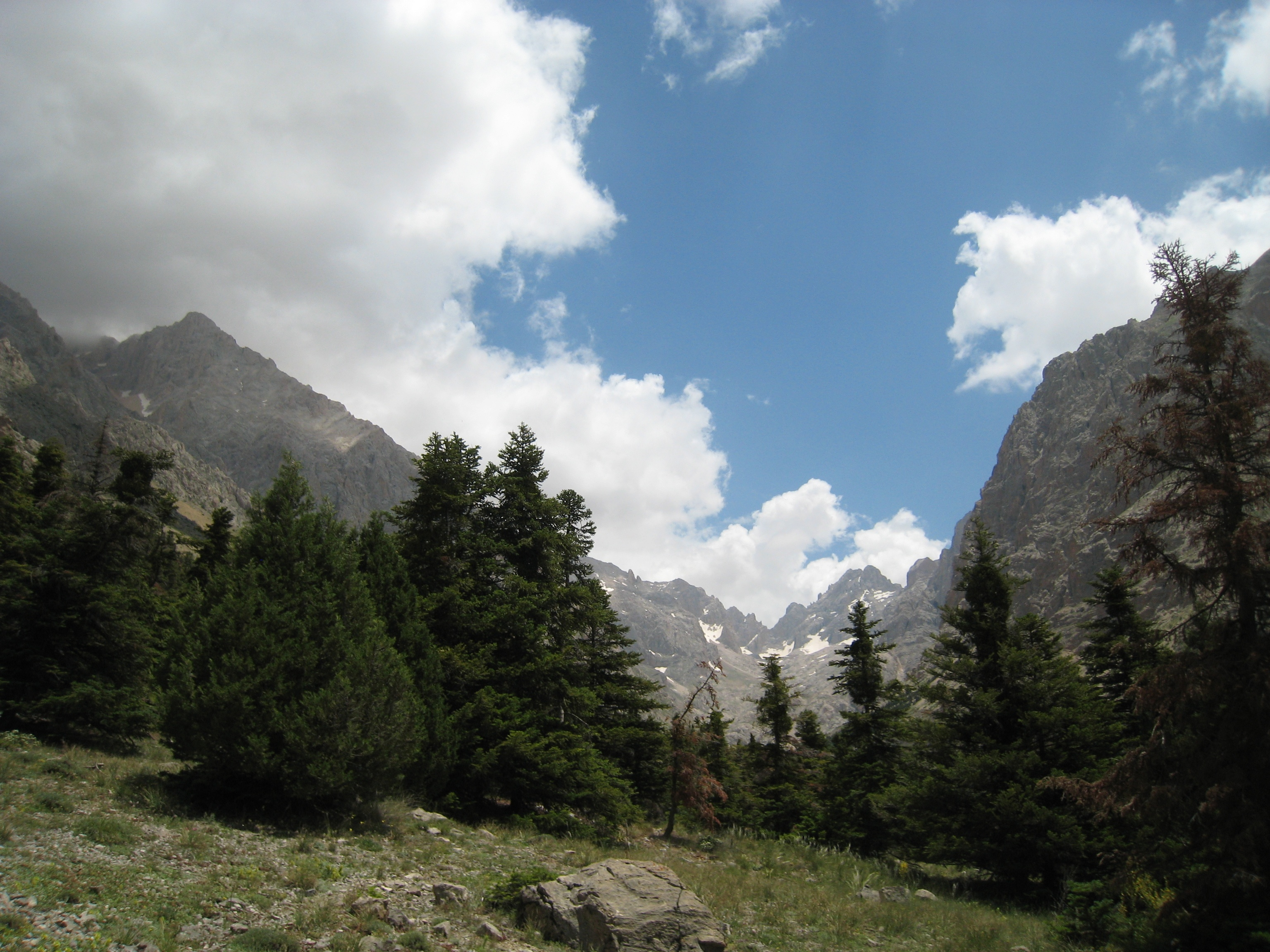
عرعر منتن في جبال طوروس بتركيا

العرعر المنتن نوع نباتي شجري من جنس العرعر يتبع الفصيلة السروية. ينتشر في شبه الجزيرة العربية والمشرق العربي وتركيا والقوقاز وشمال اليونان وجنوب ألبانيا.